# Marlboro Man

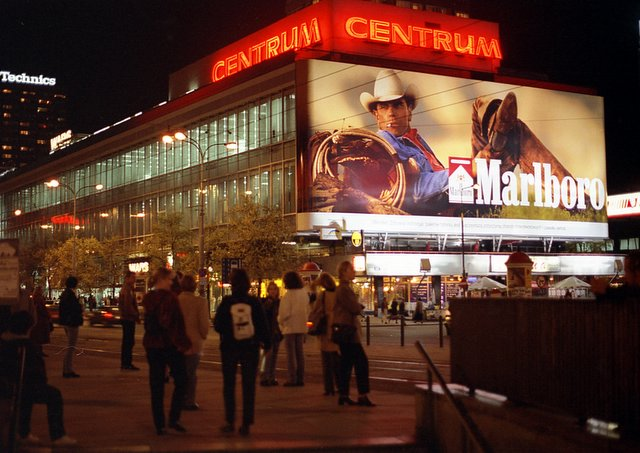
Publicidad de Marlboro Man en la vía pública.

El Marlboro Man (Hombre Marlboro en español) es o, en algunos lugares, fue parte de una campaña publicitaria de cigarrillos Marlboro. En Estados Unidos, donde se originó esta campaña, fue usada entre 1954 y 1999. El Marlboro Man fue concebido por Leo Burnett en 1954. La imagen implica a un vaquero en la naturaleza con sólo un cigarrillo. Los anuncios al principio fueron concebidos como un modo de popularizar cigarrillos con filtro, que en aquel tiempo fueron considerados femeninos.
Fue en 1954 cuando Robert Norris se convirtió en el primer Hombre Marlboro, tras aparecer en un diario, fotografiado  con su amigo John Wayne
Esto transformó una campaña femenina, con el lema Mild as May (Suave como Mayo, en español), en uno que era masculino, en cuestión de meses. Durante las campañas, los vaqueros fueron muy populares, lo que condujo a las campañas Marlboro Cowboy y Marlboro Country.
Los modelos que también retrataron al Hombre Marlboro eran el Quarterback de los New York Giants Charley Conerly, los defensas de los Gigantes Jim Patton, Darrell Winfield, Dick Hammer, Brad Johnson, Bill Dutra, Dean Myers, Wayne McLaren, David McLean y Tom Mattox. Dos de ellos, McLaren y McLean, murieron de cáncer pulmonar. George Lazenby, actor que interpretó a James Bond en On Her Majesty's Secret Service, fue el Marlboro Man europeo.
En octubre de 2006, Allan Lazar, Dan Karlan y Jeremy Slater catalogaron al Marlboro Man en el primer puesto en su libro " Las 101 Personas más influyentes Que Nunca Han Vivido ".

## Origen
Philip Morris y Compañía (ahora Altria) al principio habían introducido la marca Marlboro como cigarrillo para mujeres en 1924. Años después de la Segunda Guerra Mundial, el ejecutivo publicitario Leo Burnett buscaba una nueva imagen para reinventar la marca de Philip Morris. La inspiración de Burnett para el sumamente masculino "Marlboro Man" apareció en 1949 en una publicación de la revista LIFE, donde la fotografía (tomada por Leonard McCombe) y la historia del vaquero Clarence Hailey Long llamaron su atención.En sus tiempos fue el vaquero más famoso debido a la publicidad.
Hay también reclamaciones de que la idea original para el Marlboro Man vino del Rancho Persecución en Cimarron, Nuevo México; se dice que, por esta razón, sobre todas lasfotos hay una marca de corazón (la Marca del rancho) sobre sus grietas y su caballo. El origen y la validez de esta reclamación son desconocidos.

## Controversia
Tres hombres que aparecieron en la publicidad de Marlboro - Wayne McLaren, David McLean y Dick Hammer - murieron de cáncer pulmonar tras fumar cigarrillos Marlboro, específicamente Marlboro Reds, por lo que estos cigarrillos se ganan el apodo de Cowboy Killers (Asesinos de vaqueros). McLaren declaró a favor de la legislación antitabaco antes de su muerte a la edad de 51 años. Durante el tiempo del activismo antitabaco de McLaren, Philip Morris negó que McLaren alguna vez apareciera en un anuncio Marlboro, una posición que más tarde enmendó al ver que mientras él realmente apareció en los anuncios, él no era el Marlboro Man. McLean murió a la edad de 73 años.
Uno de los hombres que apareció en anuncios, Robert Norris, quien falleció el 3 de noviembre de 2019, nunca fumó y dejó la campaña por considerar que era mala influencia para sus hijos.

## Declive
En muchos países, la publicidad del Marlboro Man ya es considerada parte del pasado, debido en gran parte a las múltiples campañas realizadas en contra del tabaco, especialmente porque en estos comerciales el acto de fumar se celebraba y glorificaba.
El fin de la campaña se explica debido a que se ha hecho muy difícil usar la campaña sin provocar comentarios negativos. Esa imagen de la campaña continuó hace poco en países como República Checa y Alemania.
"La muerte En el Oeste", un documental de Thames Television, expone la industria del cigarrillo centrándose alrededor del mito del Marlboro Man que circuló en la televisión británica en 1976. Phillip Morris demandó a los cineastas y en 1979 se eliminaron todas las copias por un acuerdo secreto. En 1983, el Profesor Stanton A. Glantz mostró la película y el canal KRON de San Francisco, California transmitió el documental en 1982. Desde entonces ha sido visto en el mundo entero.